# Вулиця Джохара Дудаєва (Львів)
Ву́лиця Джоха́ра Дуда́єва — вулиця у Галицькому районі міста Львова. Сполучає вулицю Стефаника із проспектом Шевченка — однією з центральних вулиць міста. 
Прилучаються вулиці Томашівського, Григоровича, Ковжуна, Волошина.

## Історія
Ця вулиця на Хорущині, що вела від річки Полтви до Калічої гори, була позначена ще на плані Львова, створеному французьким геометром та топографом Жаном ду Дефі (датують 1766 роком). Щоправда, на пізнішому «Плані Львова, яким він був у XVIII столітті до року 1775», котрий накреслив історик, письменник і посол Галицького сейму граф Маврицій Дідушицький, вказано лише горішню частину вулиці. 
Від початку XIX століття називалася Хорунщина; від 1855 року — Зиморовича на честь львівського бургомістра і хроніста Бартоломея Зиморовича; від 1871 року — Хорунщина нижча; у 1941—1944 роках, під час німецької окупації Львова, німці називали цю вулицю Агорнштрассе, тобто «Кленовою». Від 1944 року — Лермонтова — на честь російського поета Михайла Лермонтова. 1996 року відбулося чергове перейменування і вулиця отримала сучасну назву — Дудаєва — на честь першого президента Чеченської Республіки Ічкерія Джохара Дудаєва.
У 2014 році до міського голови Львова Андрія Садового з пропозицією перейменувати вулицю Джохара Дудаєва на вулицю загиблого під час АТО українського військового генерала Сергія Кульчицького виступив член депутатської фракції ВО «Батьківщина» у Львівській міській раді Сергій Алєксєєв. Львівський міський голова заявив, що планів перейменувати вулицю Джохара Дудаєва у Львові найближчим часом немає.

## Забудова

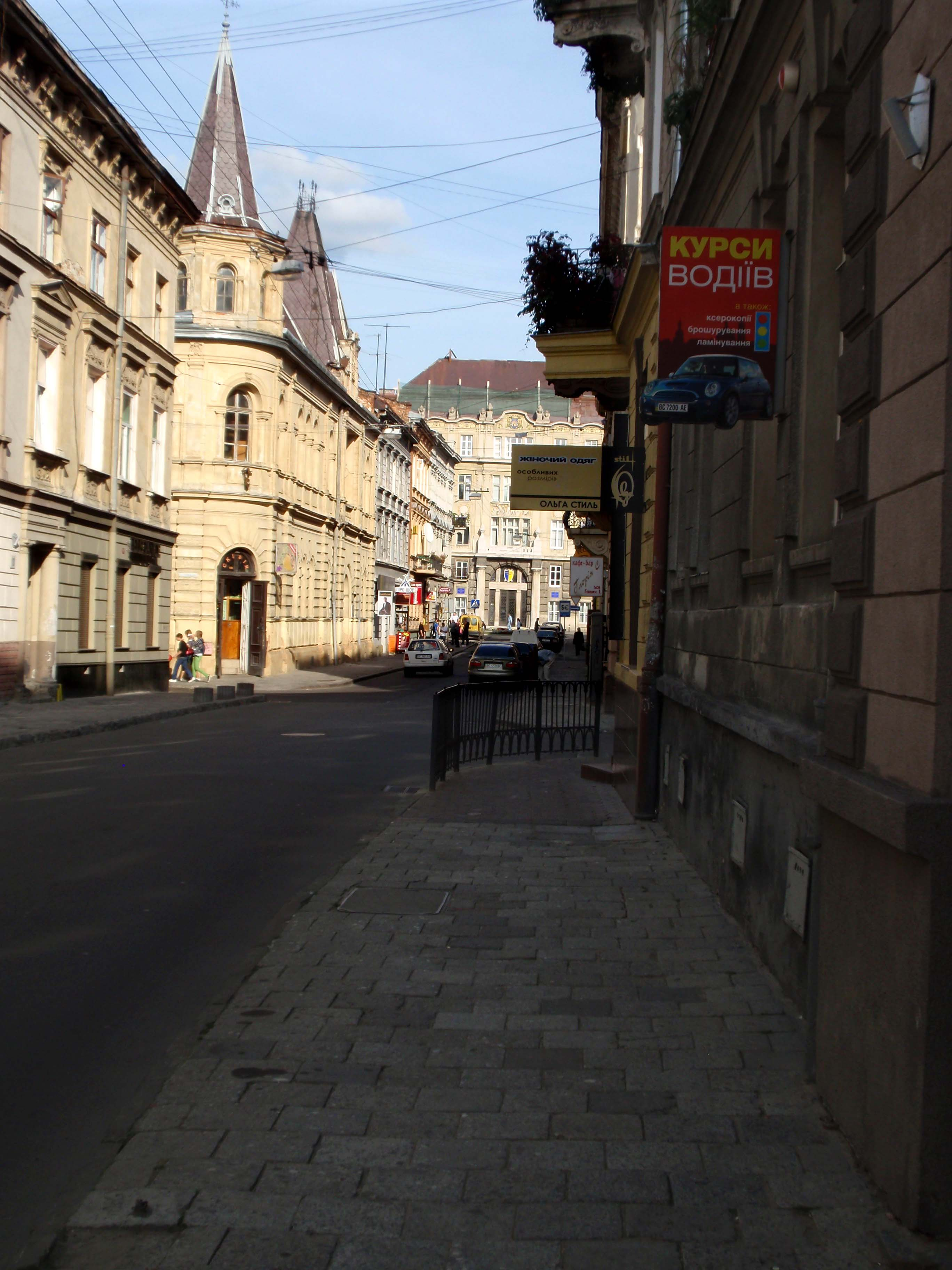
Вулиця Дудаєва (вигляд на проспект Шевченка)
Інформаційна таблиця М. Боровському (вул. Дудаєва, 20)

В архітектурному ансамблі вулиці Джохара Дудаєва переважають архітектурні стилі — класицизм та історизм. Декілька будинків внесено до Реєстру пам'яток архітектури місцевого значення м. Львова.
№ 2 — наріжна триповерхова колишня кам'яниця Дронговського (інша адреса — пр-кт Шевченка, 20), споруджена у 1884 році за проєктом архітектора Лукаша Бодашевського у еклектичному стилі. Декоративне оздоблення будинку ґрунтується на тонкій стилізаторській грі із класичними пластичними засобами, із вкрапленням ампірних елементів тощо. Фасад кам'яниці оздоблений скульптурами і медальйонами із зображеннями польських письменників А. Міцкевича та Ю. Словацького, авторства Пйотра Гарасимовича (виконано в майстерні Віктора Заккі). Тут на початку XX століття мешкав Петро Огоновський — голова товариства «Просвіта» 1906–1910 років. Нині перший поверх кам'яниці займають: паб «4 friends», офіс компанії «Престиж, Центр іноземних мов Лілії Хавалко», візовий центр посольства Італії у Західному регіоні України та крамниця одягу «Columbia». Будинок внесений до Реєстру пам'яток архітектури місцевого значення під охоронним № 627-м.
№ 4 — у міжвоєнний період тут діяло проєктне бюро архітектора Зигмунта Шпербера. Нині тут міститься ресторан гамбургерів «Біґ бурґер».
№ 5 — наріжна кам'яниця, яка одним фасадом виходить на вул. Дудаєва, а іншим — вул. Григоровича. До 1939 року тут містилося видавниче товариство «Атенеум» та магазин квітів Кшижевського, нині тут ресторан «Діва» та кафе-бар «Глорія».
№ 6 — в будинку у 1950-х роках була перукарня, на початку 2000-х років перший поверх кам'яниці займали салон краси «Мадонна» та крамниця одягу «Чезаре», нині тут містяться магазин військової атрибутики «Символіка» та крамниця одягу «Т. Перотті».
№ 7 — триповерхова кам'яниця, споруджена 1896 року за проєктом архітектурного бюро І. Левинського. Кам'яниця має типове для кінця XIX століття еклектичне оздоблення. Тут за радянських часів був продуктовий магазин-салон замовлень, на початку 2010-х років тут були бутик «Ольга-стиль» і бістро «Хіт-кафе», а нині — ресторан техасько-мексиканської кухні «Tex-Mex BBQ».
№ 8 — колишня будівля товариства «Сокіл», споруджена у 1884—1887 роках за проєктом Альфреда Каменобродського і Владислава Галицького. Скульптурне оздоблення аттика виконав Пйотр Гарасимович. У цій будівлі у 1884—1919 роках містилася штаб-квартиральвівської організації польського гімнастичного товариства «Сокіл», 1939 року тут було Товариство фізичної культури. В будинку у 1913—1939 роках працював «Кінотеатр „Сокола-Матері“» (пол. Sokół Macierz). Усі прибутки від його діяльності йшли на потреби польського товариства «Сокіл». 1939 року товариство «Сокіл» було розформовано радянською владою і кінотеатр припинив своє існування. У 1950-х роках — гуртожиток № 3 Інституту фізкультури, нині тут спортивний корпус Львівського інституту фізкультури і ПП «Скіфія». Будинок внесений до Реєстру пам'яток архітектури місцевого значення під охоронним № 155-м.
№ 9 — будівля колишнього польського політехнічного товариства, споруджена у 1905—1906 роках за проєктом 1901 року Вінцента Равського-молодшого, котрий переміг з цим проєктом у конкурсі 1905 року. Скульптурне оздоблення вестибюля виконано Едмундом Плішевським. Перекриття залу засідань у вигляді світлової стелі зі скла на прокатному профілі під ліхтарем монтувала фірма Зиґмунта Пйотровича та Яна Шумана. Ініціатором будівництва виступив скарбник Польського Політехнічного товариства у Львові Кароль Едвард Еплер. В будівлі до 1939 року містилося Польське політехнічне товариство та Інженерна палата Малопольщі. За радянських часів будинок став житловим, зокрема, у 1950-х роках — гуртожиток Львівського політехнічного інституту, нині тут банк «Преміум». Лекційний зал пристосували під спортивний зал для боротьби. Стіни помалювали олійною фарбою, в кілька шарів. Світловий ліхтар, що перекриває лекційний зал, вкрили шиферними плитами радянського зразка. 23 вересня 2008 року будинок внесено до переліку пам'яток культурної спадщини, що не підлягають приватизації. Будинок внесений до Реєстру пам'яток архітектури місцевого значення під охоронним № 156-м.
№ 10 — будинок розташований на розі вулиць Дудаєва та Ковжуна та має лише одну вертикальну композиційну вісь, що включає вхідну браму, фланковану тосканськими півколонами. Загалом, в еклектичному декоративному оздобленні фасаду цього будинку переважають елементи класицизму. Сучасного вигляду будинок набув у 1870-х роках, проєкт виконав будівничий Сильвестер Берський. Тут за Польщі був продаж фортепіано «Монюшко» Райзеса, у 1950-х — артіль «Швейник».
№ 12 — вся декоративна система будинку типово еклектична. Тут поєднуються елементи готики (у балконовій балюстраді), ренесансу, класицизму. Нині у цій кам'яниці міститься офтальмологічна клініка «Окулюс».
№ 14 — у будинку до 1939 року містилася народна друкарня Шийковського і редакції газет «Відомості театральні» та «Життя театральне», за радянських часів до 1980-х років цю адресу мав кондитерський цех № 6, нині тут продуктовий магазин «Домашній» і кафе-кондитерська, яке стало традиційним місцем проведення вікі-зустрічей у Львові.
№ 15 — в будинку за Польщі містилася редакція часопису «Słowo Polskie», за радянських часів — Інститут прикладних проблем механіки і математики Академії наук УРСР, нині тут Центр математичного моделювання і Західний регіональний центр працевлаштування. На фасаді будинку — меморіальна таблиця, яка сповіщає, що тут у 1988—1996 роках працював математик Віталій Скоробагатько. Будинок внесений до Реєстру пам'яток архітектури місцевого значення під охоронним № 1319-м.
№ 16 — в будинку мешкав до своєї смерті у 1913 році знаний польський поет Владислав Белза, а також наречена відомого польського живописця Артура Ґроттґера Ванда Монне. Через чотири роки наречена Ґроттґера Ванда Монне стала дружиною його друга — художника Кароля Млодницького. Далі історія будинку пов'язана з життям Кароля та Ванди Млодницьких. Він упродовж 30 років був місцем зустрічей артистів та інтелектуалів Львова. Кароль займався переважно викладацькою роботою, а Ванда займалася проєктуванням медалей. Успадкувала від батьків мистецький хист й донька Кароля та Ванди поетеса Мариля Вольська (Млодницька), що мешкала у цьому ж будинку. До 1939 року в будинку також містилася страхова агенція «Пласт».
№ 17 — кам'яниця споруджена 1911 року у стилі раціональної сецесії з елементами класицизму споруджено будівельною фірмою Владислава Дердацького і Вітольда Мінкевича, фасад оздоблений скульптурами Зиґмунта Курчинського. Керамічні підлоги, викладені знаною фірмою «Брати Мунд». За Польщі він належав Педагогічному товариству у Львові, яке було одним з перших громадських широкопрофільних об'єднань в Галичині, що утворилось після надання нашому краю у другій половині XIX століття певних конституційних прав з боку Австрії. Також у будинку була редакція журналу «Szkoła», офіційного видання Польського педагогічного товариства, відбувалися наради та з'їзди товариства, навчальні лекції та святкування. У 1918—1919 роках була редакція польського журналу «Pasiecznik Wzorowy». Упродовж 1945—1946 років тут діяв польський Театр малих форм «Мініатюра». У повоєнні роки будинок не зазнав значних змін чи перебудов і зберігся практично у первісному вигляді. Нині більшість приміщень будинку є житловими. Нежитлові приміщення перебувають у комунальній власності міста та є у користуванні Львівської національної академії мистецтв. Тут були навчальні аудиторії та художньо-виробничі майстерні. Велика зала тривалий час використовувалася як спортзал. Будинок внесений до Реєстру пам'яток архітектури місцевого значення під охоронним № 1620-м.
№ 18 — двоповерховий житловий будинок кінця XIX століття. У 1910-х роках в наріжнику будинку містилася винярня, у міжвоєнний період тут працювала кондитерська Цукермана, нині — крамниця мережі «Родинна ковбаска». Сусіднє приміщення (вхід з вулиці Томашівського) від 2000-х років займав офіс страхової компанії «Княжа», від 2010-х роківку — офіс СГ «ТАС».
№ 19 — кам'яниця споруджена у 1924 році за проєктом Євгена Червінського і Альфреда Захаревича для дирекції Ходорівського цукрового заводу. Скульптурне оздоблення виконане Зиґмунтом Курчинським або Яніною Райхерт-Тот. Разом із дирекцією цукроварні «Ходорів» до 1939 року тут містилося будівельне підприємство Никодимовича. Нині тут управління Державного казначейства Галицького району, Західна консалтингова група та адвокатське представництво «Моор і Кросондович». Будинок внесений до Реєстру пам'яток архітектури місцевого значення під охоронним № 982-м.
№ 20 — триповерхова адміністративно-офісна будівля початку XX століття, де у міжвоєнний період діяли Крайовий Союз господарсько-торгівельних спілок, редакція української газети «Сільський господар», журналу «Український пасічник» та кооператив «Центросоюз». У 1917 році тут знаходилась Збірна Станиця і Комісаріат Українських Січових Стрільців. 2 грудня 2014 року за цією адресою відкрився єдиний регіональний операційний офіс — представництво ЄБРР в Україні. 12 листопада 2016 року на фасаді будинку встановлено інформаційну таблицю, яка сповіщає про те, що у цьому будинку у 1928—1939 роках головним редактором журналу «Український пасічник» працював відомий вчений-природознавець Михайло Боровський. На початку 2025 року АТ «Акціонерно-комерційний банк „Львів“» виставило на продаж цей будинок.
- Вулиця Дудаєва
(вигляд на проспект Шевченка)
- Інформаційна таблиця М. Боровському
(вул. Дудаєва, 20)